# Condado de Franklin (Kansas)
O Condado de Franklin é um dos 105 condados do Estado americano de Kansas. A sede do condado é Ottawa, e sua maior cidade é Ottawa. O condado possui uma área de 1 494 km² (dos quais 7 km² estão cobertos por água), uma população de 24 784 habitantes, e uma densidade populacional de 17 hab/km² (segundo o censo nacional de 2000). O condado foi fundado em 25 de agosto de 1855.